# Гримальди-Чеба, Антонио (1640)
Антонио Чеба Гримальди II (итал. Antonio Grimaldi; Генуя, 1640 — Генуя, 1717) — дож Генуэзской республики.

## Биография
Родился в Генуе в 1640 году. В молодости занимался организацией коммерческих морских перевозок. Первой государственной должностью для него стал пост в магистрате бедных и заключенных, полученный в 1671 году. После этого он служил в магистрате чрезвычайных ситуаций, магистрате войны, магистрате инквизиторов, а также был одним из "отцов города".
Был избран дожем 1 августа 1703 года, 137-м в истории Генуи, в возрасте 59 лет, став одновременно королём Корсики. В период его правления несколько офицеров Пьемонта вместе с французским послом Де Лузьенном были взяты в плен в порту Генуи князем Андреа Дориа, герцогом Турси. Эти действия могли привести к новым дипломатическим распрям и были резко осуждены дожем Гримальди. По его инициативе члены Сената проголосовали за штрафные санкции в отношении Дориа, в частности, было постановлено снести его дворец на Страда-Нуова. Вмешательство некоторых генуэзских патрициев привело к отмене этого решения. После освобождения заключенных, отправленных во Францию, дож отправил специального посла к французскому королю для урегулирования конфликта.
Новый герцог Савойский Виктор Амадей II в это же время начал экспансию вглубь генуэзской территории в Западной Лигурии, продвинувшись до Савоны.
Его мандат завершился 1 августа 1705 года,  после чего он продолжал занимать государственные должности в системе управления Республикой. Он умер в Генуе в 1717 году и был похоронен в церкви Сан-Сиро.
Детей не имел.